# Action émise
Une action émise est une action du capital social d'une entreprise qui est en circulation.
Les actions émises peuvent être soient détenues par des investisseurs, on parle d'actions en circulation, soit par la société émettrice, on parle d'actions en réserve.